# Spirit DSP
SPIRIT DSP - российская компания, разрабатывающая встроенные программные решения для голосовой и видеосвязи в режиме реального времени по IP-сетям - голосовые и видео движки. Её программная платформа для голоса и видео используется операторами мобильной связи, мобильными приложениями для обмена сообщениями и социальными сетями, обслуживая более 1 миллиарда пользователей в 100 странах.
Штаб-квартира компании находится в Москве, офисы продаж в США, Японии, Корее, Израиле, Германии, Италии, Франции, Сингапуре, Тайване и Китае.

## История
SPIRIT DSP была основана в 1992 году. С 1996 года компания ориентирована на встраиваемые программные продукты для IP-коммуникаций. Самым важным конкурентом были Global IP Solutions, до их приобретения компанией Google, Inc. и последующего выпуска их наиболее важных программных продуктов в виде бесплатного программного обеспечения.

## Продукты
Звуковые и видео движки SPIRIT ориентированы на различные приложения: приложения для ПК и мобильных коммуникаций (программные телефоны, IMS-, Unified Communications и Enterprise Mobility), терминальное пользовательское оборудование с IP-связью (медиа-телефоны, IP-телефоны, IP-приставки, мобильные Интернет-устройства) и инфраструктурное оборудование (шлюзы IP, ATA, медиа-серверы и т. Д.).
Программные продукты VoIP компании SPIRIT являются библиотеками обработки мультимедиа. Они включают в себя стандартные (например, G.723, G.729, H.264, MPEG-4) и проприетарные (SPIRIT IP-MR) голосовые и видеокодеки для сжатия и декомпрессии речи и видео, пакетизаторы RTP, подавление эха и шума, и коррекция ошибок, адаптивный буфер дрожания, синхронизация аудио и видео, загрузка и загрузка скорости процессора и т. д.

## Награды и признание
В 2005 и 2007 годах компания была включена в «PULVER 100» - ведущий листинг в области IP-коммуникаций частных компаний-производителей, которые представляют будущее экосистемы IP-голосовой связи и видеосвязи. В 2007 году SPIRIT DSP была награждена премией «Премия за превосходство» на CeBIT за инновационные технологии VVoIP на мировом рынке.
VideoMost был награжден званием «Product of the Year 2009», «Internet Telephony Product of the Year 2011» и «Unified Communications Product of the Year 2012» от TMCnet. SPIRIT DSP был выбран для премии за выдающиеся достижения 2013 года в Малом бизнес-институте за превосходство в торговле (SBIEC).

## Внешние ссылки
- Russia Today о технологиях SPIRIT DSP и VideoMost (недоступная ссылка)